# Predsjednici madridskog Reala
Real Madrid je španjolsko športsko društvo te je od svog nastanka 1902. (Madrid CF nastao je ranije) promijenio 19 predsjednika, dok su dvojica imali dva mandata. Ta dvojica su Florentino Pérez i Adolfo Meléndez. Najdulje se na poziciji predsjednika ovog madridskog nogometnog giganta zadržao Santiago Bernabéu Yeste, po kojemu naziv nosi današnji stadion Reala. On je na "kormilu" momčadi bio 35 godina te je za vrijeme njegova predsjedanja Real osvojio najviše naslova (28). Klub je u vlasništvu članova kluba tzv. sociosa koji sami biraju predsjednika glasovanjem. Predsjednik Reala odgovoran je za cjeloukupno djelovanje kluba i formalno potpisivanje ugovora s igračima i osobljem. Predsjednik, osim izuzetka smrtnog slučaja ili svoje bolesti, dužan je prisustvovati svakoj Realovoj utakmici te ju gleda s predsjednikom kluba protiv kojega Real igra. U srpnju 2000. godine za počasnog predsjednika Reala postavljen je njegov bivši nogometaš, Alfredo di Stefano. Zanimljivo je to da su drugi i treći predsjednik, braća Padros, bili podrijetlom Katalonci.

## Popis predsjednika
Ovo je popis predsjednika sve od Palaciosa koji je bio prvi, do današnjeg Pereza.
| Predsjednik             | Od                 | Do                   |
| ----------------------- | ------------------ | -------------------- |
| Julián Palacios         | 1900.              | 6. ožujka 1902.      |
| Juan Padrós             | 6. ožujka 1902.    | Siječanj 1904.       |
| Carlos Padrós           | Siječanj 1904.     | 1908.                |
| Adolfo Meléndez         | 1908.              | Srpanj 1916.         |
| Pedro Parages           | Srpanj 1916.       | 16. svibnja 1926.    |
| Luis de Urquijo         | 16. svibnja 1926.  | 1930.                |
| Luis Usera              | 1930.              | 31. svibnja 1935.    |
| Rafael Sánchez Guerra   | 31. svibnja 1935.  | 4. kolovoza 1936.    |
| Adolfo Meléndez         | 4. kolovoza 1936.  | 1940.                |
| Antonio Santos Peralba  | 1940.              | 11. rujna 1943.      |
| Santiago Bernabéu Yeste | 11. rujna 1943.    | 2. lipnja 1978.      |
| Luis de Carlos          | Rujan 1978.        | 24. svibnja 1985.    |
| Ramón Mendoza           | 24. svibnja 1986.  | 26. studenog 1995.   |
| Lorenzo Sanz            | 26. studenog 1995. | 16. srpnja 2000.     |
| Florentino Pérez        | 16. srpnja 2000.   | 27. veljače 2006.    |
| Fernando Martín Álvarez | 27. veljače 2006.  | 26. travnja 2006.    |
| Luis Gómez-Montejano    | 26. travnja 2006.  | 2. srpnja 2006.      |
| Ramón Calderón          | 2. srpnja 2006.    | 16. siječnja 2009.   |
| Vicente Boluda          | 16. siječnja 2009. | 31. svibnja 2009.    |
| Florentino Pérez        | 1. lipnja 2009.    | Sadašnji predsjednik |
| Alfredo Di Stefano      | 2000.              | Počasni predsjednik  |